# 南森陨击坑
南森陨击坑(Nansen)是火星法厄同区的一座撞击坑，中心坐标位于南纬50.3度、西经140.6度处，直径75公里，其名称取自挪威极地探险家弗里乔夫·南森（1861年-1930年），1967年被国际天文联合会批准接受。在下面的一幅图片中可以看到一些小河道。

## 图集

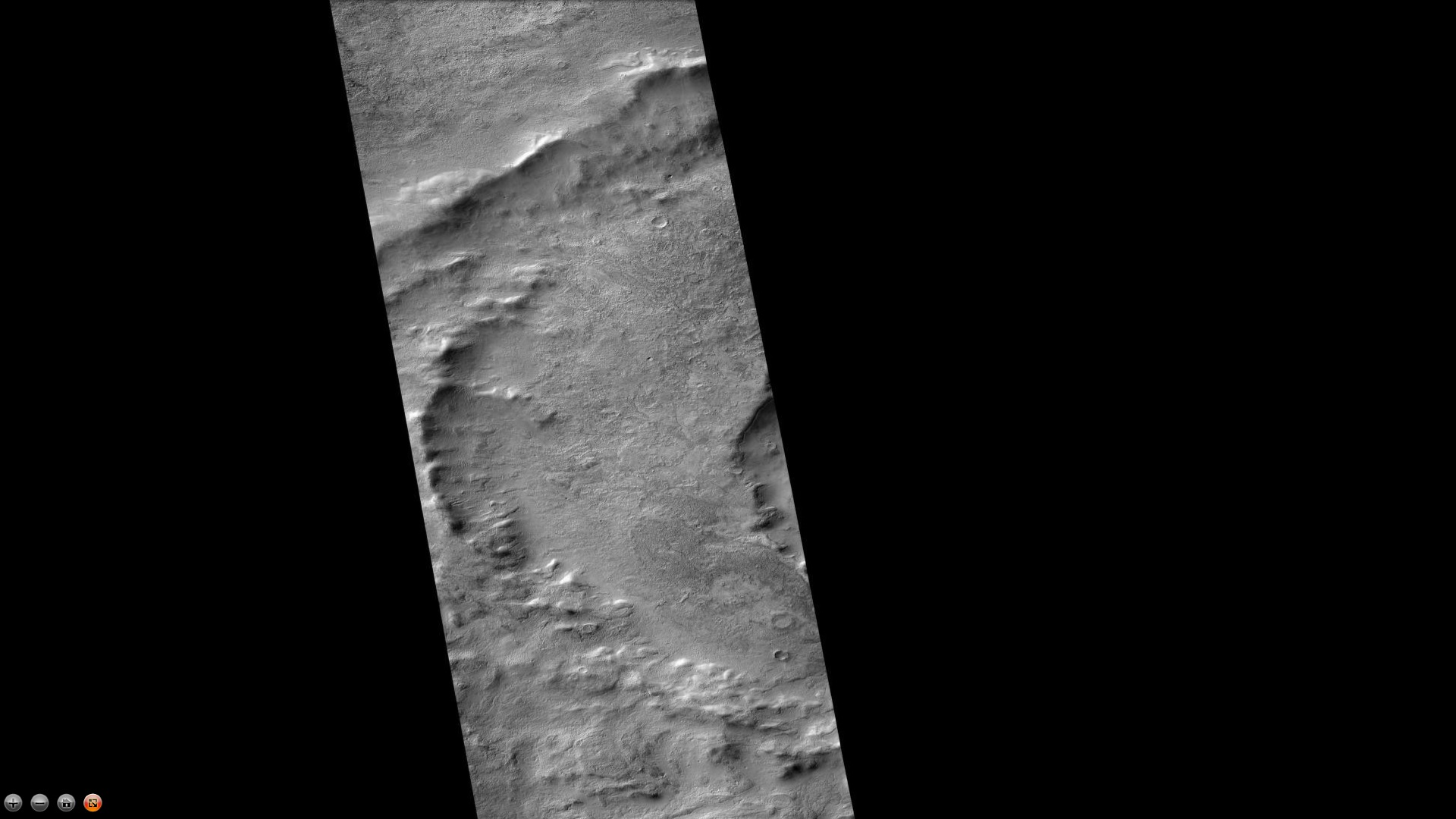
火星勘测轨道飞行器背景相机拍摄的南森陨击坑西侧部分。
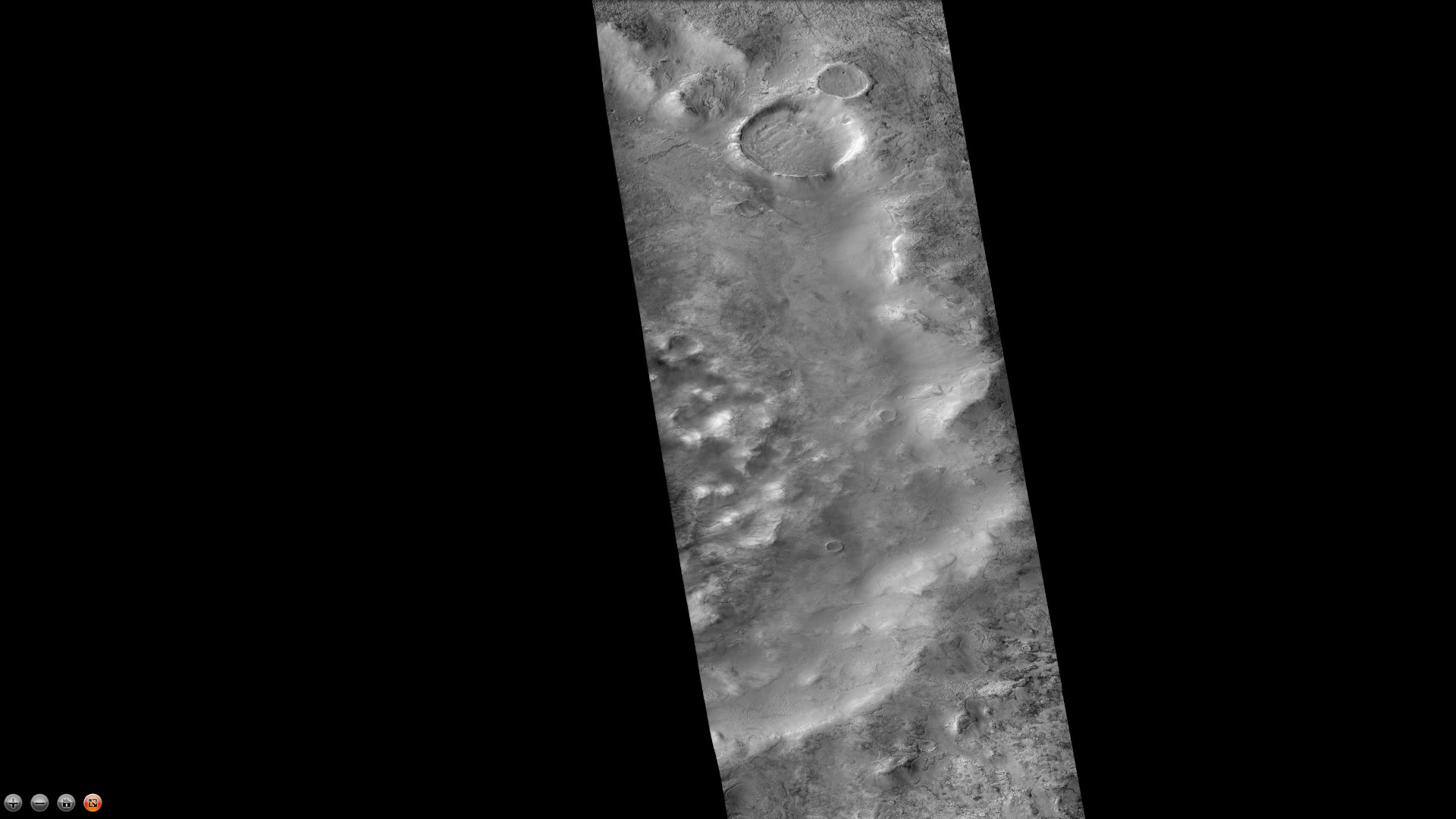
火星勘测轨道飞行器背景相机拍摄的南森陨击坑东侧部分
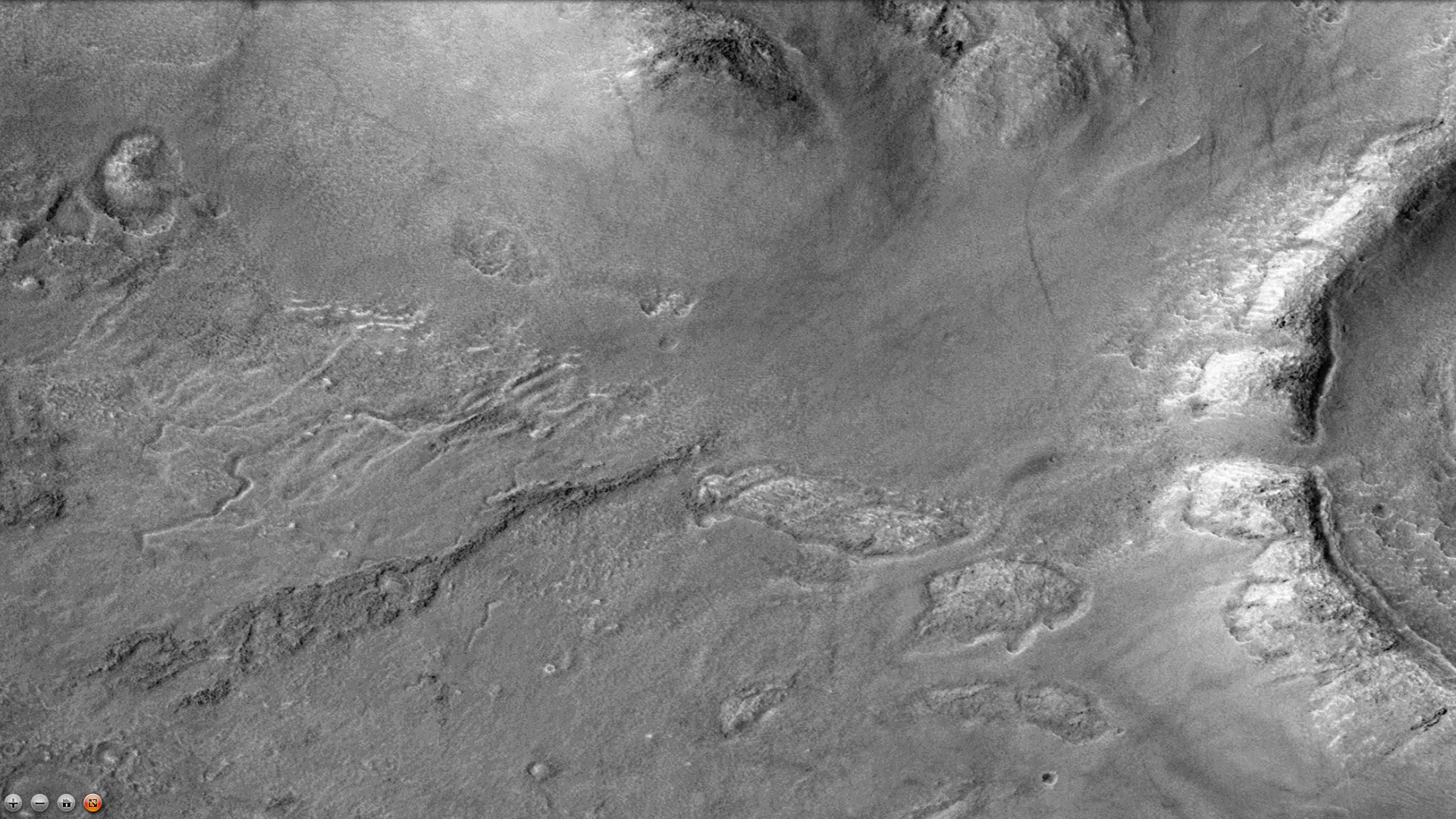
火星勘测轨道飞行器背景相机拍摄的南森陨击坑内的小河道注：这是前面南森陨击坑东侧部分图像的放大版。

## 另请查看
- 火星撞击坑